# Јожеф Боровњак
Јожеф Боровњак (мађ. Borovnják/Borovnyák József; Ивановци, 9. фебруар 1826 — Цанкова, 19. септембар 1909) био је словеначки писац, римокатолички свештеник и политичар.
Рођен је у месту Ивановци (Ivanócz, касније већ Alsószentbenedek), у Прекмурју (данас Словенија). Похађао је основну школу у Ивановцима, Тишини и Добровнику У Добровнику је научио мађарски језик, а добро је говорио хрватски језик. У Кесегу и Сомбатхељу ишао је у гимназију, а 1851. године је био посвећен. Одмах је постао свештеник у месту Штевановци.
У периоду од 1852. до 1858. године био је капелан у пет места у Прекмурју. У Цанковима је био свештеник од 1858. до 1872. године, затим и у Граду. У Цанковима је и умро 1909. године.
Боровњак је писао политичка и верска дела. Поново је издао Јеванђеље 1877. године, које је писао Миклош Кизмич (1780). Одржао је и чувао прекмурско словеначко најречје и националну свест.

## Дела
- Исусе, моја жудњо (Jezuš moje pošelenje, 1860. Горња Радгона)
- Велики катекизам (Veliki katekizmuš, 1864. Горња Радгона)
- Прекмурских словенска молитвеник (Stara slovenska molitvena kniga, 1864. Горња Радгона)
- Мали политични водник (Mali politični vodnik, 1868. Грац)
- Свети Анђео Чувар (Sveti Angel Čuvar, 1875. Горња Радгона)
- Sveti Jevanđelja (Sveti evangeliom za nedele i svetke celoga leta, постум 1877. Горња Радгона)